# 長谷川亨 (実業家)
長谷川 亨（はせがわ とおる、1958年11月1日 - ）は日本の実業家。株式会社タツミプランニング代表取締役社長。横浜マリノス代表取締役社長。

## 人物・経歴
1979年慶應義塾大学経済学部卒業。1981年日産自動車入社。インドネシア日産自動車会社社長、中東日産会社社長、タイ日産自動車会社社長等を経て、2012年日産自動車執行役員アフリカ・中近東・インド事業担当に昇格。2014年常務執行役員アジア・オセアニア事業担当。2016年から横浜マリノス代表取締役社長を務め、中村俊輔の退団やウーゴ・ヴィエイラの獲得などの選手改変を進めた。2017年、オーテックジャパン監査役。2018年12月より現職。